# 萊比河
48°26′31.5″N 10°7′47″E / 48.442083°N 10.12972°E

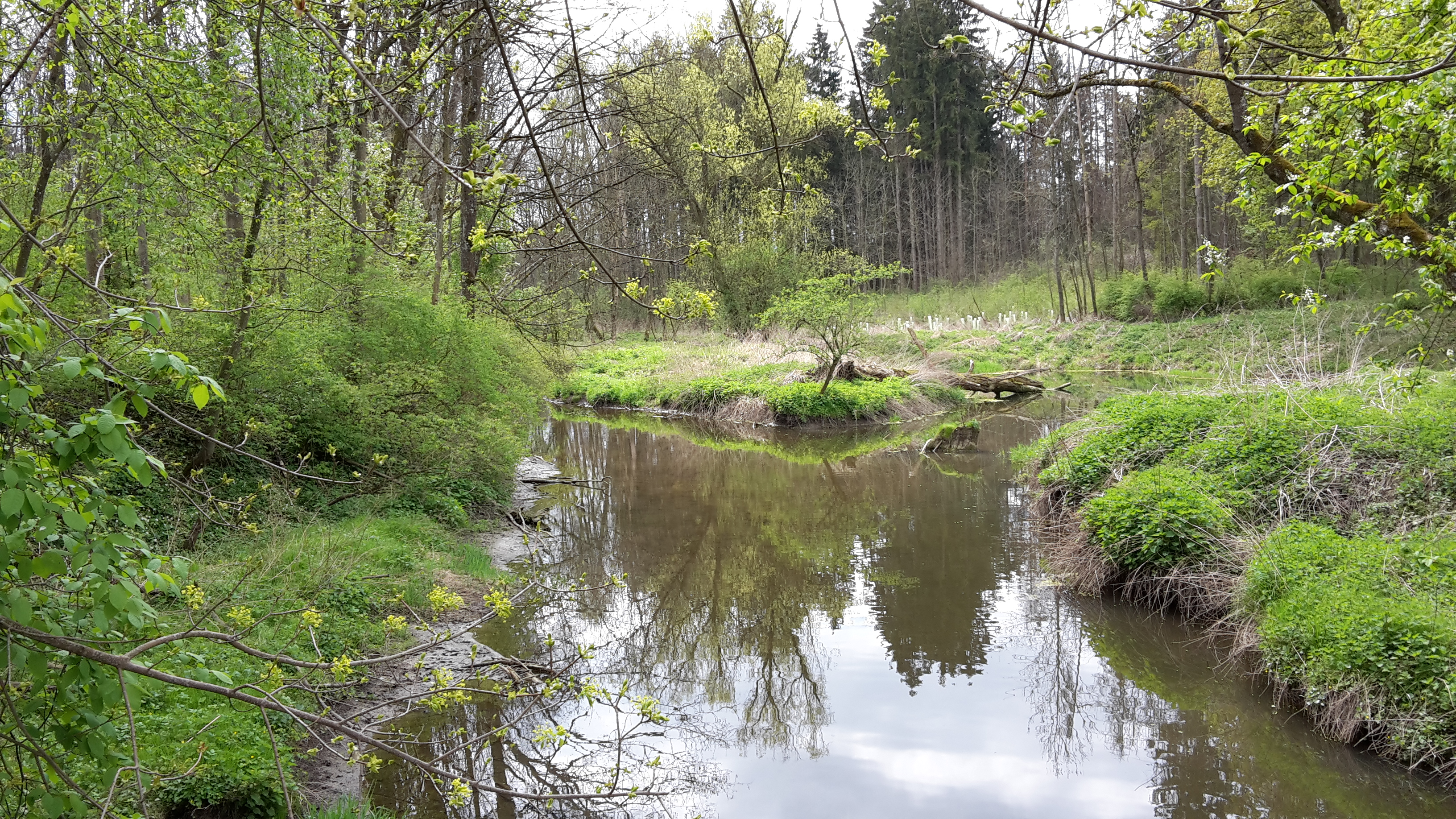

萊比河（英語：Leibi）是德國的河流，位於該國南部，由巴伐利亞負責管轄，處於新烏爾姆縣，屬於多瑙河的右支流，河道全長23.1公里，發源自魏森霍恩西部。